# Ma Rainey's Black Bottom
Ma Rainey's Black Bottom (en español: La madre del blues) es una película biográfica estadounidense de drama y musical dirigida por George C. Wolfe. Está basada en la obra homónima de 1982 escrita por August Wilson y narra la historia de la popular cantante de blues Ma Rainey y su banda durante una tensa sesión de grabación. Es protagonizada por Viola Davis, Chadwick Boseman, Glynn Turman, Colman Domingo y Michael Potts. Fue la última película grabada por Boseman antes de su fallecimiento el 28 de agosto de 2020 a causa de un cáncer colorrectal. Tuvo un lanzamiento limitado en cines el 25 de noviembre de 2020 y posteriormente estrenó el 18 de diciembre de 2020 a nivel mundial bajo la distribución de Netflix.
La película recibió la aclamación por parte de la crítica, especialmente por las actuaciones de Davis y Boseman, así como la dirección de Wolfe, el vestuario y diseño de producción. En el sitio Rotten Tomatoes tuvo una aprobación del 99%, mientras que en Metacritic sumó 87 puntos de 100. La película recibió cinco nominaciones a los premios Óscar de 2021, entre estas mejor actor (Boseman) y mejor actriz (Davis), y logró ganar dos por mejor diseño de vestuario y mejor maquillaje y peluquería.

## Sinopsis
La cantante de blues afroamericana Ma Rainey, muy respetada y de carácter fuerte, ha sido recientemente contratada por productores blancos. La historia tiene lugar el 2 de julio de 1927, cuando su manager Irvin programa una sesión de grabación para Ma en los estudios de grabación de Paramount en Chicago. Los experimentados miembros de la Georgia Jazz Band, Toledo, Cutler y Slow Drag, llegan a tiempo sin Ma, lo que frustra a su productor, Mel Sturdyvant. Pronto se les une Levee Green, el trompetista demasiado confiado de la banda, que le ha mostrado a Sturdyvant sus composiciones originales con la esperanza de separarse de Ma y conseguir su propio contrato discográfico. El resto de la banda desaprueba esto. El resto de la banda se burló de su capacidad para tratar con hombres blancos, y Levee relata cómo su madre fue violada en grupo por hombres blancos. Su padre se vengó de los agresores, matando a cuatro de ellos antes de ser linchado y luego quemado.
Ma llega una hora tarde con su novia, Dussie Mae, y su sobrino, Sylvester. Inmediatamente, choca con Sturdyvant y su manager Irvin, exigiendo numerosas cosas. Insultada porque no le trajeron la Coca-Cola que pidió, Ma se niega a comenzar la sesión de grabación; asignando a Slow Drag y Sylvester para conseguirle una. Más tarde, insiste a Sturdyvant en que las palabras iniciales del álbum las pronuncie Sylvester, que tiene un tartamudeo pronunciado. Como resultado, el grupo tiene que hacer varias tomas de la canción "Ma Rainey's Black Bottom", para frustración de todos.
Ma le confía a Cutler que sus jefes blancos sólo están interesados en su voz y que, de lo contrario, la considerarían "sólo un perro en el callejón" que él comprende y con el  simpatiza. Mientras tanto, Levee y Dussie Mae tienen relaciones sexuales en la sala de práctica antes de ser interrumpidos por Slow Drag.
El grupo finalmente logra terminar la primera pista después de varias tomas, pero descubre que una falla en el equipo provocó que no se grabara. La banda culpa a Levee, quien creen que tropezó con un cable mientras miraba a Dussie Mae, aunque se revela que ya estaba dañado. Su argumento lleva al religioso Cutler a contar la historia de un predicador que conoció y que quedó varado en un pequeño pueblo y fue humillado por un grupo de hombres blancos que rompieron su Biblia y lo obligaron a bailar. Levee ignora la historia; diciendo que si hubiera un Dios, se preocuparía por los negros, cosa que nunca ha hecho. Cutler ataca a Levee con ira, lo que lleva a Levee a sacar un cuchillo en represalia mientras se burla de Cutler y sus creencias.
El grupo finalmente termina de grabar, pero Ma despide a Levee poco después; creyendo que su ambición imprudente y su actitud intransigente son perjudiciales para la banda. Levee se reúne con Sturdyvant para hablar sobre sus canciones originales, pero descubre que solo comprará las canciones, insistiendo en que solo tienen espacio para un cantante negro. Posteriormente, Levee sufre un colapso mental y, después de que Toledo accidentalmente pisa sus zapatos nuevos, Levee lo apuñala fatalmente por la espalda con el cuchillo. Cutler y Slow Drag se van horrorizados mientras Levee acuna el cadáver de Toledo. Más tarde, Sturdyvant graba las canciones de Levee con una banda compuesta exclusivamente por músicos blancos (supuestamente la Orquesta de Paul Whiteman).

## Reparto
- Viola Davis como Ma Rainey.
- Chadwick Boseman como Levee, el trompetista.
- Glynn Turman como Toledo, el pianista.
- Colman Domingo como Cutler, el guitarrista y trombonista.
- Michael Potts como Slow Drag, el contrabajista.
- Taylour Paige como Dussie Mae.
- Jonny Coyne como Mel Sturdyvant, el dueño del estudio de grabación.

## Producción
En septiembre de 2015, The Hollywood Reporter reportó que Denzel Washington había firmado un contrato para dirigir una serie de películas para HBO Max basadas en nueve de las obras escritas por August Wilson. En junio de 2019, Deadline Hollywood reveló que el proyecto había sido comprado por Netflix, y que la primera obra a adaptar sería Ma Rainey's Black Bottom, escrita en 1982. Asimismo, se reveló que George C. Wolfe dirigiría la cinta, mientras que Washington pasaría a ser productor. Igualmente, fue anunciado el elenco principal, que estaría conformado por Viola Davis, Chadwick Boseman, Glynn Turman, Colman Domingo y Michael Potts. Un mes después, se incorporaron al elenco Taylour Paige, Jonny Coyne y Jeremy Shamos. El rodaje de la película inició el 8 de julio de 2019 en la ciudad de Pittsburgh y culminó el 16 de agosto del mismo año. La película tuvo un coste de producción de aproximadamente 30 millones USD.
El 28 de agosto de 2020, Boseman falleció a causa de un cáncer colorrectal que había mantenido en secreto al público, por lo que Ma Rainey's Black Bottom se convirtió en su última actuación con vida y único lanzamiento póstumo. El primer adelanto de la película tenía previsto lanzarse la primera semana de septiembre, pero Netflix los pospuso por respeto a la familia del actor. Consecuentemente, las primeras imágenes de la cinta fueron publicadas el 30 de septiembre.

## Estreno
La película tuvo un lanzamiento limitado en cines el 25 de noviembre de 2020, y posteriormente estrenó a nivel mundial el 18 de diciembre de 2020 en Netflix.

## Recepción
Ma Rainey's Black Bottom recibió la aclamación de la crítica. En el sitio web Rotten Tomatoes tuvo un índice de aprobación del 99% basado en 176 reseñas profesionales, con lo que recibió el certificado de «fresco». El consenso del sitio fue: «Marcada por un par de actuaciones poderosas, Ma Rainey's Black Bottom hace un encantador tributo a una leyenda del blues y a la cultura afroamericana en general». En el sitio web Metacritic sumó 87 puntos de 100, basada en 32 reseñas profesionales, denotando «aclamación universal».
El escritor Justin Chang de Los Ángeles Times alabó la actuación de Chadwick Boseman, diciendo que es «la más oscura pero también la mejor de su carrera» y destacó la evolución de los personajes a lo largo de la cinta. Robert Daniels de IGN expresó: «La película se siente, por ratos, muy conveniente y preparada, y aunque tiene un poderoso elenco, con actuaciones increíbles sin excepciones, especialmente la de Viola Davis, Ma Rainey's Black Bottom es la película de Boseman desde principio a fin, demostrando todo su potencial, desde su encanto hasta sus ataques de ira, que lo llevaron al estrellato. Es un sentimiento un poco agridulce que haya descubierto un nuevo nivel en su talento cuando su viaje estaba cerca de terminar». Caryn James de BBC le dio una calificación perfecta de cinco estrellas y alabó las actuaciones de Davis y Boseman por «darle toda la vida y el encanto a los personajes», además de señalar que «con Ma Rainey's Black Bottom quedó demostrado que las obras de Wilson están en buenas manos bajo la producción de Denzel Washington».
Peter Bradshaw de The Guardian la calificó con cuatro estrellas de cinco y dijo que: «Davis y Boseman son dos fuerzas imparables. Davis por un lado interpreta a Ma Rainey con un tremendo orgullo, mientras que Boseman ofrece una actuación emotiva». Michael Phillips de Chicago Tribune le dio una calificación perfecta de cuatro estrellas y alabó las actuaciones del elenco diciendo que «todos y cada uno de los que aparecen lo hacen extraordinariamente bien», además de destacar que la falta de monólogos extensos de la obra original sirvió para conectar a la audiencia mejor con la historia.
Johnny Oleksinski de The New York Post la calificó con 3.5 estrellas de cuatro y aseguró que: «Ver a Chadwick Boseman en esta película es sencillamente desgarrador. Su actuación logra trascender todos los escenarios y se mantiene brillante hasta el final, sin duda será nominado al Óscar». Brian Lowry de CNN describió las actuaciones de Boseman y Davis como «irreverentes, impactantes y emotivas». David Rooney de The Hollywood Reporter dijo que: «Ver a actores de este calibre perderse en personajes llenos de tanto dolor es simplemente gratificante, especialmente con la actuación de Boseman que es un talento que se fue demasiado pronto. Es imposible ver su increíble y pura actuación sin sentir la pena de que está actuando como si se le estuviera acabando el tiempo».
Richard Lawson de la revista Vanity Fair dijo que: «La forma en la que el elenco expresa tan maravillosamente los diálogos de la obra de Wilson y sus temas fuertes son el principal placer de la película. Es una de las películas mejor actuadas del año y un cierre perfecto para la historia de un artista que se fue demasiado pronto». A.O. Scott de The New York Times señaló que «Ma Rainey's Black Bottom es un poderoso y desgarrador recordatoria de la necesidad del arte, de su a veces terrible costo y el valor de las personas, vivas o muertas, con quienes lo compartimos». Richard Roeper de Chicago Sun-Times le dio una calificación perfecta de cuatro estrellas y aseguró que: «Ma Rainey's Black Bottom está marcada por conmovedoras actuaciones musicales, pero es quizás más memorable por su descripción de las injusticias cotidianas sufridas por los afroamericanos en la década de 1920 y en las décadas anteriores y en el siglo posterior. Glynn Turman ofrece un monólogo sobrecogedor y poderoso sobre cómo los negros son las sobras en el guiso de la vida. Bañado en ricos tonos sepia que se adaptan perfectamente a la época y tarareando a lo largo de 94 minutos, esta es una película casi perfectamente construida con ni un latido en vano».